# Giulio Longhi
Giulio Longhi (Sondrio, 2 marzo 1915 – Varese, 11 aprile 1950) è stato un calciatore italiano, di ruolo attaccante.

## Carriera
Cresce nel settore giovanile del Sondrio, disputando la sua prima stagione da professionista all'Atalanta nel 1935-1936, in Serie B. In questa prima stagione segna 7 gol in 30 presenze, mentre l'anno seguente non riesce a trovare spazio in prima squadra, disputando solo la partita di Coppa Italia persa contro il Livorno. Lasciata Bergamo, si trasferisce al Fanfulla, in Serie C: nella squadra lodigiana gioca 30 partite segnando 15 gol, ottenendo la promozione in Serie B nel campionato 1937-1938 dopo lo spareggio con il Piacenza, nel quale realizza la doppietta decisiva. Dopo altri due anni al Fanfulla, in cui raccoglie complessivamente 44 presenze e 13 gol nel campionato cadetto, si trasferisce al Varese, in Serie C, dove segna 17 gol nelle 28 partite disputate.
Gioca altri due anni in terza serie, nella Juventus Domo (mettendo a segno 9 reti) e nel Como. Nella squadra lariana segna 11 reti, realizzando una cinquina nella partita Vis Nova-Como 0-14 (Serie C 1942-1943). 
Durante la Seconda guerra mondiale milita nel Piacenza, impegnato nel Torneo Misto Serie C-Prima Divisione; terminato il conflitto, gioca ancora nelle file del Sondrio e della Biumense, nel campionato di Serie C 1947-1948, poi si ritira dal calcio giocato.

## Palmarès

### Club

#### Competizioni nazionali
- Serie C: 1

Fanfulla: 1937-1938